# Кабрера Эррера, Луис Херардо
Луис Херардо Кабрера Эррера (исп. Luis Gerardo Cabrera Herrera; 11 октября 1955, Асогес, Эквадор) — эквадорский кардинал, францисканец. Архиепископ Куэнки с 20 апреля 2009 по 24 сентября 2015. Архиепископ Гуаякиля с 24 сентября 2015. Кардинал-священник с титулом церкви Сакра-Фамилья-ди-Назарет-а-Ченточелле с 7 декабря 2024.